# 油墩子
油墩子，昵称潜水艇、猪脚圈，是一種中国上海、潮汕等地的街边传统小吃，最早可追溯到福建、广东潮汕的传统小吃猪脚圈，香脆有味，外表呈黄褐色，属油炸类麵食。

## 制作与食用

### 上海油墩子
虽然只是街边小食，但油墩子的制作也颇为考究。支一口并不很深的油锅，将少许调稀的面糊倒入铁勺中，并加入葱花、萝卜丝与河虾，再复以面糊入油锅炸。略带咸味的面糊加上提鲜的萝卜丝、葱花以及整只的鲜虾，使得油墩子的口感十分具有层次感，口味也分荠菜肉丝馅、萝卜丝馅、卷心菜拌萝卜丝馅等多种选择。
进过发展与演变后，如今的摊贩为了节约成本以及省事常会制作简化版的油墩子，会将萝卜丝与面糊搅拌后一次過放入锅内煎炸，馅料也只含萝卜丝，而不使用较贵的河虾食材。 讲究一点的食客会配上香醋或撒点五香粉享用。

### 潮汕猪脚圈
潮汕的猪脚圈制作步骤类似于上海的油墩子，在路旁支起油锅，边煎炸边售卖。但猪脚圈在馅料上与上海的有所不同，一般放入切丁的芋粒与一条溪虾，再配上煮熟的荷兰豆、香菇、猪肉末、香葱、五香粉等丰富的馅料，吃上去既有有芋粒的脆爽又有溪虾的酥香。潮汕油墩子直径约6-7厘米，厚约2厘米，由于形状呈圆圈，形似从猪蹄上切下来，潮汕人形象化地称之为「猪脚圈」，猪脚圈即可作为休闲食品也可配饭享用。

## 潜水艇传说
据说，一位在美国从事餐饮业的中国移民，希望以售卖油墩子在异国他乡谋得发展。刚开始营业时只见华人顾客光临却很少有当地美国人食用。于是这位店主别出心裁的为油墩子在美国取了一个新名字「潜水艇」，寓意是油墩子生的时候是沉在锅底的，熟后便浮上油面了。这一取名创意迎合了美国人的猎奇心理，前来购买的美国人逐渐多了起来。